# Taszfin ibn Ali
Taszfin ibn Ali (arab. تاشفين بن علي, zm. 1145) – władca Maroka z dynastii Almorawidów, syn i następca Alego ibn Jusufa. 
Jego rządy przypadały na okres walk z coraz bardziej rosnącymi w siłę Almohadami. Dla ich pokonania Taszfin ibn Ali musiał wycofać wojska z Andaluzji, która była ponadto osłabiona ciągłymi powstaniami miejscowych wodzów. Nie zdołał jednak powstrzymać upadku kraju. Kiedy w 1144 roku zginął przywódca chrześcijańskich oddziałów najemniczych, utworzonych jeszcze za rządów Alego ibn Jusufa, najemnicy przeszli na stronę almohadzkiego władcy Abd al-Mumina. W ten sposób Almohadzi zdobyli ostateczną przewagę i w 1145 roku pokonali Almorawidów pod Oranem.